# Iglesia de María Santísima Asunta (San Pietro in Lama)
La iglesia de Maria Santissima Assunta es la iglesia parroquial de San Pietro in Lama, en la provincia y archidiócesis de Lecce, y forma parte del vicariato de Monteroni di Lecce.

## Historia
La primera piedra de la iglesia de Maria Santissima Assunta se colocó en 1695; el edificio, que sustituyó al anterior lugar de culto del siglo XVI, se completó en 1715, mientras que las obras del campanario finalizaron en 1753.
En 1962 se llevó a cabo la adaptación litúrgica según las normas posconciliares mediante la instalación de un nuevo altar de piedra de Lecce frente a la asamblea  .
El campanario sufrió una renovación en 1984 durante la cual, entre otras intervenciones, se desmontaron los sillares de la parte superior para permitir la sustitución de los hierros ahora oxidados.

## Descripción
La fachada saliente de la iglesia, orientada al suroeste, está dividida por una hilera de cuerdas en dos registros, ambos marcados por pilastras, el inferior, más ancho, se caracteriza por la portada de entrada y dos hornacinas que albergan las estatuas de los santos Pedro y Pablo, mientras que el superior tiene una ventana de cien y dos hornacinas vacías y está coronado por el frontón mixtilínea. Adosado a la iglesia parroquial se encuentra el campanario de planta cuadrada, cuya celda tiene una única ventana ojival a cada lado y está coronada por la balaustrada.

### Interno
El interior del edificio, de planta de cruz latina, está formado por una sola nave, presidida por los brazos del crucero y las capillas laterales, introducidas por arcos de medio punto, y cuyos muros en los laterales están señalizados por listones de pilastras, rematados con capiteles dóricos y sosteniendo el entablamento con un friso de metopas y triglifos sobre el que se disponen las bóvedas de cobertura; al fondo del vestíbulo se encuentra el presbiterio, elevado por unos escalones y cerrado por el muro plano del fondo. Aquí se conservan varias obras valiosas, entre ellas la estatua con el tema de la Santísima Virgen de la Asunción, esculpida por el napolitano Nicola Fumo a finales del siglo XVII, la pila bautismal, construida en el siglo XVI, y un aguamanil contemporáneo, visible en la sacristía.